# Zwemmen op de Paralympische Zomerspelen
Zwemmen is een van de sporten die op het programma van de Paralympische Spelen staan. De sport is toegankelijk voor sporters met een bepaalde lichamelijke handicap of zintuiglijke handicap. De sport staat onder auspiciën van de Internationaal Paralympisch Comité (IPC) en de regels van de FINA worden gevolgd, op enkele aanpassingen na.

## Regels
Er zijn een paar afwijkende regels ten opzichte van het gewone zwemmen.
- Voor bepaalde handicaps is het toegestaan om in tegenstelling tot het gewone zwemmen vanuit het water of juist (zittend) vanaf het startblok te starten.
- Prothesen of andere hulpmiddelen zijn niet toegestaan.
- Een zwembril is toegestaan, niet alleen om de ogen te beschermen, maar ook om het gezichtsvermogen in het water te verbeteren.
- Automatische geluidssignalen zijn als hulpmiddel toegestaan voor visueel beperkten.
- Een visueel beperkte mag vanaf de kant door een assistent middels een geluidssignaal worden geholpen om de afstand tot het keerpunt of de finish in te schatten.
- Een visueel beperkte die in de klasse S11 zwemt, moet altijd een ondoorzichtige zwembril op

## Classificatie
Atleten worden geclassificeerd afhankelijk van hun functionele mogelijkheden om een bepaalde slag uit te voeren. Dit classificatiesysteem maakt het mogelijk dat sporters met eenzelfde mate van functioneren, met elkaar kunnen strijden.
- In 1960 werden de verschillende klassen aangegeven met compleet en incompleet gevolgd door een cijfer en soms voorafgaand door juniors.
- In 1964 werden de verschillende klassen aangegeven met compleet, incompleet gevolgd door een cijfer, Prone compleet, Prone incompleet, Supine compleet, Supine incompleet gevolgd door een cijfer, junior class, Prone cauda equina, Prone special class, special class, Supine cauda equina en Supine special class.
- In 1968 werden de verschillende klassen aangegeven met de cijfers 1 tot en met 5 gevolgd door compleet of incompleet. klasse 5 was de voormalige cauda equina klasse en dan was er nog de special class.
- In 1972 werden de verschillende klassen aangegeven met de cijfers 1 tot en met 6. Klasse 1 was opgesplitst in een A en een B klasse.

- anno 2008
- Visueel beperkten zijn ingedeeld in de klassen S11 (volledig blind), S12 en S13 (relatief grootste gezichtsvermogen). Op de Paralympische Spelen komen ze samen met elkaar uit op de 50m, 100m, 400 m vrij, 100m rug, 100m vlinder, 100m school, 200m wisselslag, 4x100m vrij en 4x100m wissel.
- Lichamelijk beperkten worden ingedeeld in een klasse op basis van verschillende factoren zoals hun spierkracht, coördinatie, buigingsgraad van hun gewrichten, lengte van hun ledematen. Tevens moeten ze een test afleggen in het water waarbij ze alle slagen moeten uitvoeren. Deze indeling kan per slag verschillend zijn:
  - Vrije slag, rugslag en vlinderslag: 10 klassen: S1-S10
  - Wisselslag: 10 klassen: SM1-SM10
  - Schoolslag: 9 klassen: SB1-SB9

Hoe lager het nummer, hoe zwaarder de beperking.
Op de Paralympische Spelen zijn er de volgende onderdelen:
- Vrije slag: 50m en 100m: S1-S10; 200m: S1-S5; 400m: S6-S10
- Rugslag: 50m: S1-S5; 100m: S6-S10
- Vlinderslag: 50m: S1-S7; 100m: S8-S10
- Schoolslag: 50m: SB1-SB3; 100m: SB4-SB9
- Wisselslag: 150m: SM1-SM4; 200m: SM5-SM10
- Estafette: 4x50m vrij en 4x50 wissel; 4x100 vrij en 4x100 wissel

- Bij de estafettes voor visueel beperkten mag de opgetelde score van de vier zwemmers van het team maximaal 49 zijn. Een zwemmer in de klasse S11 heeft 11 punten, in S12 12 punten en in S13 13 punten.
- Bij de estafettes voor de lichamelijke beperkten zijn er twee onderdelen; een voor teams met een maximale score van 20 punten en voor teams met een maximale score van 34 punten. Hierbij correspondeert ook dit keer weer het klassennummer met de score (bijvoorbeeld een zwemmer in de klasse S5 heeft een score van 5 punten en een in de klasse SM6 heeft 6 punten).

- Sinds de Paralympische Spelen van Londen 2012 is er een aparte klasse voor sporters met een verstandelijke beperking. De S14 klasse. Deze sporters konden op 3 afstanden uitkomen. De 100 meter rugslag, de 100 meter schoolslag en de 200 meter vrije slag. Op de Paralympische Spelen van 2016 in Rio de Janeiro kwam daar de 200 meter wisselslag bij. Op de Spelen van Tokyo 2020 komt daar als 5e discipline de 100 meter vlinderslag bij.

## Afstanden
Er worden op de  Paralympische Zomerspelen Verschillende afstanden gezwommen. Tijdens de eerste zomerspelen in 1960 stonden er 7 afstanden op het zwemprogramma. In 2008 waren dat er 16 afstanden. Per afstand wordt er gezwommen in verschillende klassen, niet alle klassen doen alle afstanden.
|                    | 1960 | 1964 | 1968 | 1972 | 1976 | 1980 | 1984 | 1988 | 1992 | 1996 | 2000 | 2004 | 2008 | 2012 | 2016 | 2020 |
| ------------------ | ---- | ---- | ---- | ---- | ---- | ---- | ---- | ---- | ---- | ---- | ---- | ---- | ---- | ---- | ---- | ---- |
| Crawl 25 m         | X    |      |      |      |      |      |      |      |      |      |      |      |      |      |      |      |
| Crawl 50 m         | X    |      |      |      |      |      |      |      |      |      |      |      |      |      |      |      |
| Rugslag 25 m       | X    |      | X    | X    | X    | X    | X    | X    |      |      |      |      |      |      |      |      |
| Rugslag 50 m       | X    |      | X    | X    | X    | X    | X    | X    | X    | X    | X    | X    | X    |      |      |      |
| Rugslag 100 m      |      |      |      | X    | X    | X    | X    | X    | X    | X    | X    | X    | X    |      |      |      |
| Rugslag 200 m      |      |      |      |      |      |      |      | X    | X    |      |      |      |      |      |      |      |
| Schoolslag 25 m    | X    | X    | X    | X    | X    | X    | X    | X    |      |      |      |      |      |      |      |      |
| Schoolslag 50 m    | X    | X    | X    | X    | X    | X    | X    | X    | X    | X    | X    | X    | X    |      |      |      |
| Schoolslag 100 m   |      |      | X    | X    | X    | X    | X    | X    | X    | X    | X    | X    | X    |      |      |      |
| Schoolslag 200 m   |      |      |      |      |      |      |      | X    | X    | X    |      |      |      |      |      |      |
| Schoolslag 400 m   |      |      |      |      |      |      | X    |      |      |      |      |      |      |      |      |      |
| Vlinderslag 25 m   |      |      |      |      | X    | X    | X    | X    |      |      |      |      |      |      |      |      |
| Vlinderslag 50 m   |      |      |      |      | X    | X    | X    | X    | X    | X    | X    | X    | X    |      |      |      |
| Vlinderslag 100 m  |      |      |      |      | X    | X    | X    | X    | X    | X    | X    | X    | X    |      |      |      |
| Vrije Slag 25 m    |      | X    | X    | X    | X    | X    | X    |      |      |      |      |      |      |      |      |      |
| Vrije Slag 50 m    |      | X    | X    | X    | X    | X    | X    | X    | X    | X    | X    | X    | X    |      |      |      |
| Vrije Slag 100 m   |      |      | X    | X    | X    | X    | X    | X    | X    | X    | X    | X    | X    |      |      |      |
| Vrije Slag 200 m   |      |      |      |      |      |      | X    | X    | X    | X    | X    | X    | X    |      |      |      |
| Vrije Slag 400 m   |      |      |      |      |      | X    | X    | X    | X    | X    | X    | X    | X    |      |      |      |
| Vrije Slag 3x25 m  |      |      |      | X    |      | X    | X    | X    |      |      |      |      |      |      |      |      |
| Vrije Slag 3x50 m  | X    |      |      | X    |      | X    |      |      |      |      |      |      |      |      |      |      |
| Vrije Slag 3x100 m |      |      |      | X    | X    | X    |      |      |      |      |      |      |      |      |      |      |
| Vrije Slag 4x50 m  |      |      |      |      | X    | X    | X    |      | X    | X    | X    | X    | X    |      |      |      |
| Vrije Slag 4x100 m |      |      |      |      |      | X    | X    | X    | X    | X    | X    | X    | X    |      |      |      |
| Wisselslag 75 m    |      |      |      |      |      |      |      | X    |      |      |      |      |      |      |      |      |
| Wisselslag 100 m   |      |      |      |      |      |      |      | X    |      |      |      |      |      |      |      |      |
| Wisselslag 150 m   |      |      |      |      |      |      | X    |      | X    | X    | X    | X    | X    |      |      |      |
| Wisselslag 200 m   |      |      |      |      |      |      | X    | X    | X    | X    | X    | X    | X    |      |      |      |
| Wisselslag 400 m   |      |      |      |      |      |      | X    | X    | X    |      |      |      |      |      |      |      |
| Wisselslag 2x25 m  |      |      |      |      |      | X    |      |      |      |      |      |      |      |      |      |      |
| Wisselslag 2x50 m  |      |      |      |      | X    | X    |      |      |      |      |      |      |      |      |      |      |
| Wisselslag 3x25 m  |      |      | X    |      | X    | X    | X    |      |      |      |      |      |      |      |      |      |
| Wisselslag 3x50 m  |      |      | X    |      | X    | X    | X    | X    |      |      |      |      |      |      |      |      |
| Wisselslag 3x100 m |      |      |      |      | X    | X    |      |      |      |      |      |      |      |      |      |      |
| Wisselslag 4x25 m  |      |      |      |      |      | X    | X    |      |      |      |      |      |      |      |      |      |
| Wisselslag 4x50 m  |      |      |      |      | X    | X    | X    | X    | X    | X    | X    | X    | X    |      |      |      |
| Wisselslag 4x100 m |      |      |      |      | X    | X    | X    | X    | X    | X    | X    | X    | X    |      |      |      |

## Geschiedenis
Zwemmen staat sinds de eerste Paralympische Spelen (1960) op het programma. Bij de eerste editie werd er gesport in negen disciplines in 26 klassen. Nu (2008) zijn er 18 disciplines bij de mannen en 12 bij de vrouwen en worden in totaal 160 gouden medailles uitgedeeld. In 1984 stond er voor het eerst en tevens voor het laatst een gemengd onderdeel op het programma; de 3x50 meter estafette.